# Landtagswahl im Trentino 2023
- Onda: 1
- AVS: 1
- PD: 7
- Unabh.: 1
- Campo Base: 3
- Casa Autonomia: 1
- PATT: 3
- La Civica: 2
- Fassa: 1
- Fugatti Presidente: 4
- Lega: 6
- FdI: 5

Die Landtagswahl im Trentino 2023 (italienisch Elezioni provinciali in Trentino 2023) fand am 22. Oktober 2023 statt. Neu gewählt wurden die 35 Mitglieder des Trentiner Landtags. Gleichzeitig wurde auch der Südtiroler Landtag neu gewählt. Zu den Urnen waren 441.510 Wahlberechtigte gerufen, davon 224.563 Frauen und 216.947 Männer. Die Wahlbeteiligung lag bei 58,39 %, 2018 lag sie noch bei 64,05 %.

## Hintergrund
Bei der Landtagswahl im Trentino 2018 gewann der Mitte-rechts-Kandidat Maurizio Fugatti. Dies war der erste Sieg einer Mitte-rechts-Koalition bei einer Landtagswahl im Trentino.
Bei der Europawahl in Italien 2019 wurde die Lega die stärkste Partei mit 37,7 % und landete damit klar vor der PD mit 25,2 % und der M5S mit 8,7 %.
Bei der Parlamentswahlen in Italien 2022 landete das italienische Mitte-rechts-Lager zusammen mit 41,8 % (Abgeordnetenhauswahl) beziehungsweise 38,4 % (Senatswahl) knapp vor dem Mitte-links-Lager welches 37,3 % in der Senatswahl gewann. PATT–SVP und M5S erreichten jeweils unter 10 %. Außerdem konnte das linksnationalistische Anti-System-Bündnis Italia Sovrana e Popolare bei der Senatswahl einen kleinen Achtungserfolg von 5 % erreichen.
Die Partito Autonomista Trentino Tirolese gehörte bis 2018 dem Mitte-links-Lager an. Nach der Niederlage bei der Parlamentswahlen 2018 entschieden sie sich blockfrei zu werden. Bei der Europawahl 2019 schlossen SVP–PATT und Forza Italia ein Bündnis. 2020 schloss sich PATT der Mitte-rechts-Regionalregierung an und trat letztendlich Anfang 2023 dem Mitte-rechts-Lager bei. Währenddessen lehnte Fratelli d’Italia (FdI) zunächst eine erneute Kandidatur von Fugatti ab und brach mit den anderen Mitte-rechts-Parteien. Ende Juli stimmte schließlich die FdI nach monatelangen Zögern einem Wahlbündnis mit der Lega unter einem Spitzenkandidaten Fugatti zu. Zugleich gab Sergio Divina, der von Fugatti als Parteichef der Lega im Trentino 2005 abgelöst wurde, seinen Austritt aus der Lega und seine Kandidatur für das Amt des Landeshauptmannes unter einem eigenen Mitte-rechts-Bündnis bekannt.

## Parteien und Kandidaten
Zur Wahl traten 784 Kandidaten, davon 391 Frauen und 394 Männer, in 24 Listen an. Für das Amt des Landeshauptmannes kandidierten sieben Kandidaten, darunter eine Frau.
Folgende Parteien hatten angekündigt bei der Wahl anzutreten:
| Wahlbündnis | Wahlbündnis                         | Listen                                                                                    | Listen                              | Kandidat                      |
| ----------- | ----------------------------------- | ----------------------------------------------------------------------------------------- | ----------------------------------- | ----------------------------- |
|             | Centrodestra-autonomista            |                                                                                           | Lega                                | Maurizio Fugatti (Lega)       |
|             | Centrodestra-autonomista            | Partito Autonomista Trentino Tirolese–Autonomisti Popolari–Progetto Trentino (PATT–AP–PT) |                                     | Maurizio Fugatti (Lega)       |
|             | Centrodestra-autonomista            | La Civica (LC)                                                                            |                                     | Maurizio Fugatti (Lega)       |
|             | Centrodestra-autonomista            | Forza Italia (FI)                                                                         |                                     | Maurizio Fugatti (Lega)       |
|             | Centrodestra-autonomista            | Unione di Centro (UdC)                                                                    |                                     | Maurizio Fugatti (Lega)       |
|             | Centrodestra-autonomista            | Fratelli d’Italia (FdI)                                                                   |                                     | Maurizio Fugatti (Lega)       |
|             | Centrodestra-autonomista            | Associazione Fassa (AF)                                                                   |                                     | Maurizio Fugatti (Lega)       |
|             | Centrodestra-autonomista            | Fugatti Presidente (FP)                                                                   |                                     | Maurizio Fugatti (Lega)       |
|             | Alleanza Democratica Autonomista    |                                                                                           | Partito Democratico (PD)            | Francesco Valduga (parteilos) |
|             | Alleanza Democratica Autonomista    | Campobase (CB)                                                                            |                                     | Francesco Valduga (parteilos) |
|             | Alleanza Democratica Autonomista    | Alleanza Verdi e Sinistra (AVS)                                                           |                                     | Francesco Valduga (parteilos) |
|             | Alleanza Democratica Autonomista    | Azione                                                                                    |                                     | Francesco Valduga (parteilos) |
|             | Alleanza Democratica Autonomista    | Italia Viva (IV)                                                                          |                                     | Francesco Valduga (parteilos) |
|             | Alleanza Democratica Autonomista    | Casa Autonomia (CA)                                                                       |                                     | Francesco Valduga (parteilos) |
|             | Alleanza Democratica Autonomista    | FASCEGN                                                                                   |                                     | Francesco Valduga (parteilos) |
|             | MoVimento 5 Stelle (M5S)            | MoVimento 5 Stelle (M5S)                                                                  | MoVimento 5 Stelle (M5S)            | Alex Marini                   |
|             | Onda Popolare                       |                                                                                           | Unione Popolare                     | Filippo Degasperi (Onda)      |
|             | Onda Popolare                       | Onda                                                                                      |                                     | Filippo Degasperi (Onda)      |
|             | Onda Popolare                       | La Me Val                                                                                 |                                     | Filippo Degasperi (Onda)      |
|             | Alleanza per il Trentino            |                                                                                           | Noi Con Divina                      | Sergio Divina                 |
|             | Alleanza per il Trentino            | Alternativa Popolare (AP)                                                                 |                                     | Sergio Divina                 |
|             | Alleanza per il Trentino            | Giovani per Divina Presidente                                                             |                                     | Sergio Divina                 |
|             | Democrazia Sovrana e Popolare (DSP) | Democrazia Sovrana e Popolare (DSP)                                                       | Democrazia Sovrana e Popolare (DSP) | Marco Rizzo                   |
|             | Alternativa                         | Alternativa                                                                               | Alternativa                         | Elena Dardo                   |

## Wahlergebnis

### Gesamtergebnis in Zahlen
| Kandidat | Kandidat          | Stimmen | %     | Sitze | Listen                                                               | Listen                              | Stimmen | %     | Sitze | Gesamt |
| -------- | ----------------- | ------- | ----- | ----- | -------------------------------------------------------------------- | ----------------------------------- | ------- | ----- | ----- | ------ |
|          | Maurizio Fugatti  | 129.758 | 51,82 | 1     |                                                                      | Lega                                | 30.347  | 13,05 | 5     | 21     |
|          | Maurizio Fugatti  | 129.758 | 51,82 | 1     | Fratelli d’Italia (FdI)                                              | 28.714                              | 12,35   | 5     |       | 21     |
|          | Maurizio Fugatti  | 129.758 | 51,82 | 1     | Noi Trentino per Fugatti Presidente (FP)                             | 24.953                              | 10,73   | 4     |       | 21     |
|          | Maurizio Fugatti  | 129.758 | 51,82 | 1     | Partito Autonomista Trentino Tirolese–Autonomisti Popolari (PATT–AP) | 19.011                              | 8,18    | 3     |       | 21     |
|          | Maurizio Fugatti  | 129.758 | 51,82 | 1     | La Civica (LC)                                                       | 11.285                              | 4,85    | 2     |       | 21     |
|          | Maurizio Fugatti  | 129.758 | 51,82 | 1     | Forza Italia (FI)                                                    | 4.708                               | 2,02    | 0     |       | 21     |
|          | Maurizio Fugatti  | 129.758 | 51,82 | 1     | Associazione Fassa (AF)                                              | 2.018                               | 0,87    | 1     |       | 21     |
|          | Maurizio Fugatti  | 129.758 | 51,82 | 1     | Unione di Centro (UdC)                                               | 1.362                               | 0,59    | 0     |       | 21     |
| Gesamt   | Gesamt            | 129.758 | 51,82 | 1     | 122.398                                                              | 52,64                               | 20      |       |       | 21     |
|          | Francesco Valduga | 93.888  | 37,50 | 1     |                                                                      | Partito Democratico (PD)            | 38.689  | 16,64 | 7     | 13     |
|          | Francesco Valduga | 93.888  | 37,50 | 1     | Campobase (CB)                                                       | 19.553                              | 8,41    | 3     |       | 13     |
|          | Francesco Valduga | 93.888  | 37,50 | 1     | Casa Autonomia.eu                                                    | 9.968                               | 4,29    | 1     |       | 13     |
|          | Francesco Valduga | 93.888  | 37,50 | 1     | Alleanza Verdi e Sinistra (AVS)                                      | 7.565                               | 3,25    | 1     |       | 13     |
|          | Francesco Valduga | 93.888  | 37,50 | 1     | FASCEGN                                                              | 3.634                               | 1,56    | 0     |       | 13     |
|          | Francesco Valduga | 93.888  | 37,50 | 1     | Italia Viva (IV)                                                     | 3.399                               | 1,46    | 0     |       | 13     |
|          | Francesco Valduga | 93.888  | 37,50 | 1     | Azione                                                               | 3.302                               | 1,42    | 0     |       | 13     |
| Gesamt   | Gesamt            | 93.888  | 37,50 | 1     | 78.545                                                               | 33,78                               | 12      |       |       | 13     |
|          | Filippo Degasperi | 9.533   | 3,81  | 1     |                                                                      | Onda                                | 5.864   | 2,52  | 0     | 1      |
|          | Filippo Degasperi | 9.533   | 3,81  | 1     | La Me Val                                                            | 1.204                               | 0,52    | 0     |       | 1      |
|          | Filippo Degasperi | 9.533   | 3,81  | 1     | Unione Popolare                                                      | 1.088                               | 0,47    | 0     |       | 1      |
| Gesamt   | Gesamt            | 9.533   | 3,81  | 1     | 8.156                                                                | 3,50                                | 0       |       |       | 1      |
|          | Marco Rizzo       | 5.651   | 2,26  | 0     |                                                                      | Democrazia Sovrana e Popolare (DSP) | 5.457   | 2,35  | 0     | 0      |
|          | Sergio Divina     | 5.558   | 2,22  | 0     |                                                                      | Alternativa Popolare (AP)           | 2.261   | 0,97  | 0     | 0      |
|          | Sergio Divina     | 5.558   | 2,22  | 0     | Noi Con Divina                                                       | 1.845                               | 0,79    | 0     |       | 0      |
|          | Sergio Divina     | 5.558   | 2,22  | 0     | Giovani per Divina Presidente                                        | 642                                 | 0,28    | 0     |       | 0      |
| Gesamt   | Gesamt            | 5.558   | 2,22  | 0     | 4.748                                                                | 2,04                                | 0       |       |       | 0      |
|          | Alex Marini       | 4.796   | 1,92  | 0     |                                                                      | MoVimento 5 Stelle (M5S)            | 4.523   | 1,95  | 0     | 0      |
|          | Elena Dardo       | 1.205   | 0,48  | 0     |                                                                      | Alternativa                         | 1,121   | 0,48  | 0     | 0      |